# Hoveringham
Hoveringham – wieś w Anglii, w hrabstwie Nottinghamshire. Leży 14 km na północny wschód od miasta Nottingham i 177 km na północ od Londynu.